# Матрухново
Матрухново — деревня в Горайской волости Островского района Псковской области.
Расположена в 22 км к югу от города Остров и в 12 км к западу от волостного центра, села Крюки.

## Население
| 2001 | 2002 | 2010 |
| ---- | ---- | ---- |
| 22   | ↗23  | ↘10  |

Численность населения деревни по состоянию на 2000 год составляла 22 человека.

## История
До 3 июня 2010 года деревня входила в состав ныне упразднённой Синерецкой волости с центром в д.Гривы.